# Cowlitz County
Cowlitz County ist ein County im Bundesstaat Washington der Vereinigten Staaten. Das U.S. Census Bureau hat bei der Volkszählung 2020 eine Einwohnerzahl von 110.730 ermittelt. Der Sitz der Countyverwaltung (County Seat) befindet sich in Kelso.

## Geographie
Das County hat eine Fläche von 3021 Quadratkilometern; davon sind 72 Quadratkilometer (2,37 Prozent) Wasserfläche. Es wird vom Office of Management and Budget zu statistischen Zwecken als Longview–Kelso, WA Metropolitan Statistical Area geführt.

## Demografische Daten

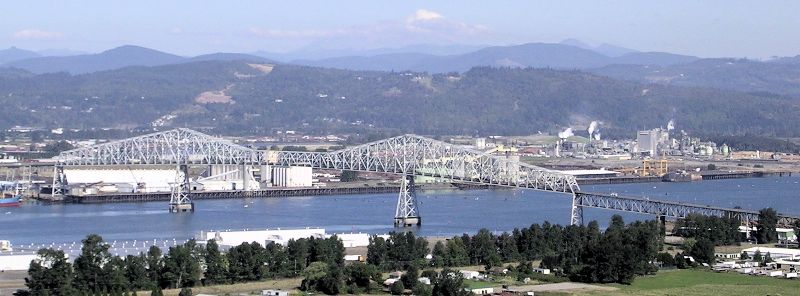
Die Lewis and Clark Bridge, gelistet im NRHP

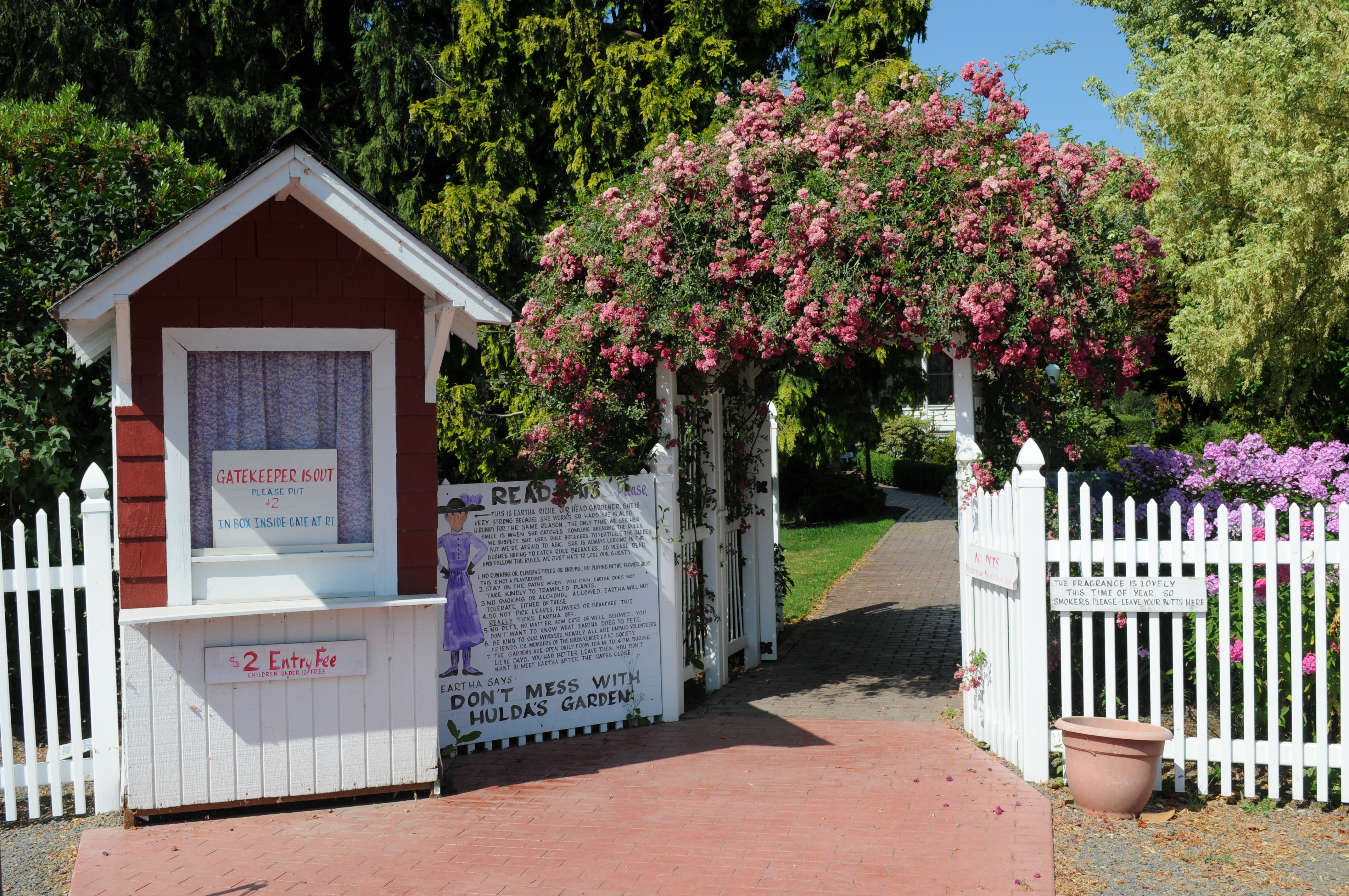
Eingang zu Hulda Klager Lilac Gardens

Nach der Volkszählung im Jahr 2000 lebten im County 92.948 Menschen. Es gab 35.850 Haushalte und 25.059 Familien. Die Bevölkerungsdichte betrug 32 Einwohner pro Quadratkilometer. Ethnisch betrachtet setzte sich die Bevölkerung zusammen aus 91,80 % Weißen, 0,52 % Afroamerikanern, 1,52 % amerikanischen Ureinwohnern, 1,30 % Asiaten, 0,13 % Bewohnern aus dem pazifischen Inselraum und 2,11 % aus anderen ethnischen Gruppen; 2,62 % stammten von zwei oder mehr ethnischen Gruppen ab. 4,55 % der Bevölkerung waren spanischer oder lateinamerikanischer Abstammung.
Von den 35.850 Haushalten hatten 32,80 % Kinder und Jugendliche unter 18 Jahre, die bei ihnen lebten. 54,60 % waren verheiratete, zusammenlebende Paare, 10,70 % waren allein erziehende Mütter. 30,10 % waren keine Familien. 24,30 % waren Singlehaushalte und in 9,70 % lebten Menschen im Alter von 65 Jahren oder darüber. Die Durchschnittshaushaltsgröße betrug 2,55 und die durchschnittliche Familiengröße lag bei 3,01 Personen.
Auf das gesamte County bezogen setzte sich die Bevölkerung zusammen aus 26,80 % Einwohnern unter 18 Jahren, 8,30 % zwischen 18 und 24 Jahren, 27,50 % zwischen 25 und 44 Jahren, 24,10 % zwischen 45 und 64 Jahren und 13,30 % waren 65 Jahre alt oder darüber. Das Durchschnittsalter betrug 37 Jahre. Auf 100 weibliche Personen kamen 98,20 männliche Personen, auf 100 Frauen im Alter ab 18 Jahren kamen statistisch 95,80 Männer.
Das jährliche Durchschnittseinkommen eines Haushalts betrug 39.797 USD, das Durchschnittseinkommen der Familien betrug 46.532 USD. Männer hatten ein Durchschnittseinkommen von 40.378 USD, Frauen 25.710 USD. Das Prokopfeinkommen betrug 18.583 USD. 14,00 % der Bevölkerung und 10,30 % der Familien lebten unterhalb der Armutsgrenze. 19,50 % davon waren unter 18 Jahre und 6,60 % waren 65 Jahre oder älter.

## Orte
- Ariel
- Beacon Hill
- Bunker Hill
- Carrolls
- Castle Rock
- Coal Creek
- Columbia Heights
- Columbia Valley Gardens
- Cougar
- Davis Terrace
- Eufaula
- Eufaula Heights
- Headquarters
- Kalama
- Kelso
- Kid Valley
- Lexington
- Longview
- Longview Heights
- Longview Junction
- Oak Point
- Olequa
- Ostrander
- Pigeon Springs
- Pleasant Hill
- Rocky Point
- Rose Valley
- Ryderwood
- Saint Helens
- Sightly
- Silver Lake
- Stella
- Toutle
- Vision Acres
- West Kelso
- West Longview
- Woodland
- Woodland Park
- Yale